# Леуль Гебресіласе
Леуль Гебресіласе (англ. Leul Gebresilase, нар. 20 вересня 1992) — ефіопський легкоатлет, який спеціалізується в бігу на довгі дистанції та марафонському бігу.
17 жовтня 2020 був десятим на фініші напівмарафонського забігу на чемпіонаті світу (59.45) та став срібним призером чемпіонату в складі ефіопської збірної за підсумками командного заліку.

## Основні міжнародні виступи
| Рік  | Змагання                        | Місто      | Місце | Дисципліна   | Примітки    |
| ---- | ------------------------------- | ---------- | ----- | ------------ | ----------- |
| 2015 | Африканські ігри                | Браззавіль | 2     | 5000 м       |             |
| 2018 | Чемпіонат світу з напівмарафону | Валенсія   | 10    | напівмарафон |             |
| 2019 | Лондонський марафон             | Лондон     | 8     | марафон      |             |
| 2019 | Берлінський марафон             | Берлін     | —     | марафон      | DNF         |
| 2020 | Чемпіонат світу з напівмарафону | Гдиня      | 10    | напівмарафон | [ 1 ] [ 2 ] |